# Matthew Glaetzer
Matthew Glaetzer (Adelaide, 24 augustus 1992) is een Australisch baanwielrenner. Zijn specialiteiten zijn de sprintnummers.

## Carrière
Glaetzer werd Wereldkampioen teamsprint in 2012 en Wereldkampioen sprint in 2018. Hij nam deel aan de Olympische Zomerspelen van 2012, 2016, 2020 en 2024. Hij won bij de Spelen van 2024 voor het eerst een medaille. Samen met Leigh Hoffman en Matthew Richardson won hij brons op het onderdeel teamsprint.

## Palmares
| Jaar      | AK                               | OK                                   | WK                                                | Overig |
| Als elite | Als elite                        | Als elite                            | Als elite                                         | Als elite |
| --------- | -------------------------------- | ------------------------------------ | ------------------------------------------------- | --- |
| 2010      |                                  | teamsprint · 5e sprint · 7e keirin   |                                                   | |
| 2011      | sprint · 8e keirin               |                                      | teamsprint · 11e sprint                           | WB Astana: · teamsprint |
| 2012      | keirin · sprint                  | keirin · teamsprint · sprint         | teamsprint · 9e sprint · 13e keirin               | Olympische Spelen: 4e teamsprint |
| 2013      | sprint · 6e keirin               | keirin · sprint · teamsprint         | 4e teamsprint 5e sprint 8e keirin                 | WB Aguascalientes: · sprint · teamsprint |
| 2014      | 1km tijdrit · sprint · 5e keirin | sprint · teamsprint · 5e keirin      | 4e sprint 6e teamsprint 10e keirin                | WB Guadalajara: · sprint · keirin · WB Londen: · teamsprint |
| 2015      | sprint                           | keirin · sprint · teamsprint         | 5e sprint 6e teamsprint 10e keirin                | WB Cambridge: · sprint · teamsprint · WB Cali: · keirin |
| 2016      | sprint                           | sprint · 9e keirin                   | sprint · 5e teamsprint · 13e keirin               | Olympische Spelen: 4e teamsprint 4e sprint 10e keirin |
| 2017      | keirin · 9e sprint               | sprint · 4e teamsprint · 7e keirin · | 4e keirin 6e sprint 6e teamsprint                 | WB Manchester: · 1km tijdrit · sprint · WB Pruszków: · sprint |
| 2018      | 1km tijdrit · keirin · sprint    | keirin · sprint · 4e teamsprint      | sprint · 7e keirin                                | Gemenebestspelen: · 1km tijdrit · keirin · 9e sprint · WB Berlijn: · sprint · keirin · WB Milton: · sprint · WB Saint-Quentin-en-Yvelines: · sprint · 9e keirin · WB Londen: · sprint |
| 2019      |                                  | 6e keirin 6e sprint                  | 4e keirin 4e sprint                               | WB Brisbane: · keirin · sprint · WB Cambridge: · keirin |
| 2020      | keirin                           |                                      |                                                   | |
| 2021      |                                  |                                      |                                                   | Olympische Spelen: 4e teamsprint 5e keirin |
| 2022      | keirin · sprint                  | keirin · sprint · teamsprint         | teamsprint · sprint · 7e keirin                   | Gemenebestspelen: · 1km tijdrit · teamsprint · 4e sprint · NC Milton: · teamsprint |
| 2023      |                                  | 1km tijdrit · keirin · sprint        | 1km tijdrit · teamsprint · 7e keirin · 15e sprint | |
| 2024      | keirin · 4e sprint               |                                      |                                                   | NC Hong Kong: · teamsprint · keirin · NC Adelaide: · teamsprint · sprint · Olympische Spelen: · keirin · teamsprint                                                                   |